# Trova do Vento que Passa
Trova do Vento que Passa é uma balada de António Portugal e Manuel Alegre do ano de 1963, estando contida no disco Fados de Coimbra cantada por Adriano Correia de Oliveira. É igualmente cantada pelo Quarteto 1111 (1970), Tony de Matos (1977), Dr. J. Tavares Fortuna (1994), Manuela Bravo (1996), entre outros.
O tema foi escolhido pela Antena 1 aquando da comemoração dos 80 anos da rádio publica.
O poema de Manuel Alegre foi gravado por Amália Rodrigues no disco "Com Que Voz" (1970) sendo a música de Alain Oulman.
O tema foi gravado em 2021 por Hugo Piló, artista nascido na Nazaré.

## Ligações Externas
- Cantar a Liberdade - Trova do Vento que Passa, no sítio do Instituto Camões
- Acordes por Adriano Correia de Oliveira